# Qamdo

Địa khu Qamdo tại Khu tự trị Tây Tạng

Qamdo (chữ Tạng: ཆབ་མདོ་ས་ཁུལ་; Wylie: chab-mdo-sa-khul; ZWPY: Qamdo Sakü; giản thể: 昌都地区; phồn thể: 昌都地區; bính âm: Chāngdū Dìqū, Hán Việt:Xương Đô địa khu) là một đơn vị hành chính tại miền đông Khu tự trị Tây Tạng, bao gồm trấn Qamdo. Thủ phủ của địa khu là huyện Qamdo.

## Hành chính
| Bản đồ | Bản đồ          | Bản đồ   | Bản đồ        | Bản đồ           | Bản đồ      | Bản đồ            | Bản đồ                 | Bản đồ          |               |
| ------ | --------------- | -------- | ------------- | ---------------- | ----------- | ----------------- | ---------------------- | --------------- | ------------- |
|        |                 |          |               |                  |             |                   |                        |                 |               |
| #      | Tên             | Chữ Hán  | Bính âm       | Hán Việt         | Tạng văn    | Wylie             | Dân số (ước tính 2003) | Diện tích (km²) | Mật độ (/km²) |
| 1      | Qamdo County    | 昌都县   | Chāngdū Xiàn  | Xương Đô huyện   | ཆབ་མདོ་རྫོང་   | chab mdo rdzong   | 100.000                | 10.794          | 9             |
| 2      | Jomdo County    | 江达县   | Jiāngdá Xiàn  | Giang Đạt huyện  | འཇོ་མདའ་རྫོང་  | 'jo mda' rdzong   | 70.000                 | 13.164          | 5             |
| 3      | Gonjo County    | 贡觉县   | Gòngjué Xiàn  | Cống Giác huyện  | གོ་འཇོ་རྫོང་    | go 'jo rdzong     | 40,000                 | 6.323           | 6             |
| 4      | Riwoqê County   | 类乌齐县 | Lèiwūqí Xiàn  | Loại Ô Tề huyện  | རི་བོ་ཆེ་རྫོང་   | ri bo che rdzong  | 40.000                 | 6.355           | 6             |
| 5      | Dêngqên County  | 丁青县   | Dīngqīng Xiàn | Đinh Thanh huyện | སྟེང་ཆེན་རྫོང་   | steng chen rdzong | 60.000                 | 12.408          | 5             |
| 6      | Zhag'yab County | 察雅县   | Cháyǎ Xiàn    | Sát Nhã huyện    | བྲག་གཡབ་རྫོང་  | brag g-yab rdzong | 50.000                 | 8.251           | 6             |
| 7      | Baxoi County    | 八宿县   | Bāsù Xiàn     | Bát Túc huyện    | དཔའ་ཤོད་རྫོང་  | dpa' shod rdzong  | 40.000                 | 12.336          | 3             |
| 8      | Zogang County   | 左贡县   | Zuǒgòng Xiàn  | Tả Cống huyện    | མཛོ་སྒང་རྫོང་   | mdzo sgang rdzong | 40.000                 | 11.837          | 3             |
| 9      | Markam County   | 芒康县   | Mángkāng Xiàn | Mang Khang huyện | སྨར་ཁམས་རྫོང་  | smar khams rdzong | 70.000                 | 11.576          | 6             |
| 10     | Lhorong County  | 洛隆县   | Luòlóng Xiàn  | Lạc Long huyện   | ལྷོ་རོང་རྫོང་    | lho rong rdzong   | 40.000                 | 8.048           | 5             |
| 11     | Banbar County   | 边坝县   | Biānbà Xiàn   | Biên Bá huyện    | དཔལ་འབར་རྫོང་ | dpal 'bar rdzong  | 30.000                 | 8.774           | 3             |

Địa khu có Sân bay Qamdo Bangda.